# Dancing with the Devil... the Art of Starting Over
Albums de Demi Lovato
Tell Me You Love Me
(2017) Holy Fvck
(2022)
Singles
1. Anyone
Sortie : 26 janvier 2020
2. What Other People Say (en)
Sortie : 4 février 2021
3. Dancing with the Devil (en)
Sortie : 26 mars 2021
4. Met Him Last Night (en)
Sortie : 13 avril 2021

Dancing with the Devil... the Art of Starting Over est le septième album studio de la chanteuse américaine Demi Lovato. Il est publié le 2 avril 2021 par Island Records et est enregistré aux côtés d'une série documentaire de YouTube Originals, intitulée Demi Lovato : Dancing with the Devil (en), qui documente son rétablissement et sa découverte de soi. Produit par divers collaborateurs, tels que Mitch Allan, Lauren Aquilina (en), Tommy Brown, Oak Felder (en), Jussifer (en), Matthew Koma et Pop & Oak (en), l'album est un disque pop avec des paroles sur le voyage de Lovato à travers ses obstacles et son autonomisation. Cela fait suite à une période de changement dans sa vie et sa carrière, après avoir été hospitalisé pour une overdose de drogue en 2018. L'album est nommé pour un GLAAD Media Award dans la catégorie Outstanding Music Artist.
Plusieurs versions de l'album sont mises à disposition en précommande, y compris des illustrations alternatives, des bundles et une édition exclusive à Target avec des titres bonus. Lovato sort 2 versions supplémentaires de l'album, avec une version deluxe de l'album et une édition étendue qui est publiée numériquement, comprenant trois titres bonus précédemment publiés. Dancing with the Devil... the Art of Starting Over est également retardé en partie à cause de la pandémie de COVID-19. Il comprend quatre singles : Anyone, What Other People Say (en), Dancing with the Devil (en) et Met Him Last Night (en). Noah Cyrus, Ariana Grande, Sam Fischer (en) et Saweetie figurent sur la version standard de l'album, tandis que Sam Smith et Marshmello figurent sur l'édition numérique étendue de l'album. Dancing with the Devil ... the Art of Starting Over se classe dans le Top 10 en Australie, Autriche, Belgique, Canada, Irlande, Pays-Bas, Norvège, Portugal, Écosse, Espagne, Suisse, Royaume-Uni et États-Unis.

## Contexte et développement
À la suite de la sortie du précédent album studio de Lovato, Tell Me You Love Me (2017), elle prend une pause dans sa carrière après son hospitalisation en 2018 et son traitement ultérieur pour une overdose de drogue. En mai 2019, Lovato révèle qu'elle a signé avec un nouveau manager, Scooter Braun, et confirme à Teen Vogue en novembre suivant qu'une nouvelle musique allait arriver, déclarant « Je n'ai pas dit quand — là je taquine juste. Il est important de se rappeler que je suis très prudente cette fois-ci avant de revenir sur les choses. J'ai vraiment décidé de prendre mon temps avec les choses. Quand le moment sera venu, je le publierai. Je meurs d'envie de sortir de nouveaux de la musique… mais tout en son temps. ». Lovato fait sa première apparition musicale depuis sa pause avec une interprétation du single Anyone lors de la 62e cérémonie des Grammy Awards en janvier 2020. Tout au long de l'année 2020, Lovato sort d'autres singles solo autonomes I Love Me (en) et Still Have Me (en) et des collaborations I'm Ready (en)avec Sam Smith et OK Not to Be OK avec Marshmello. Lovato publie également Commander in Chief (en) comme une ballade politique avant l'élection présidentielle de 2020. Prévu pour sortir en 2020, le septième album studio de Lovato est reporté en raison de la pandémie de COVID-19.
La première sortie musicale de Lovato en 2021 est le single What Other People Say (en) en collaboration avec le chanteur australien Sam Fischer (en). La sortie et le titre de Dancing with the Devil... the Art of Starting Over est ensuite annoncé le 16 mars 2021. Lovato explique que le titre original était simplement The Art of Starting Over, mais elle décide ensuite de lui donner un double titre pour refléter l'importance des « chansons d'ouverture les plus sombres » de l'album. Lors d'une diffusion en direct sur l'application de chat audio Clubhouse, Lovato explique à propos de l'album : « Si vous l'écoutez piste par piste, si vous suivez la liste des pistes, c'est un peu comme la bande originale non officielle du documentaire. Il suit vraiment ma vie au cours des deux dernières années. Lorsque nous avons parcouru la liste des morceaux et que nous avons en quelque sorte compris comment cela coïncidait avec l'histoire de ma vie, il était logique d'ajouter des éléments plus émotionnels au début, puis de passer à 'L'art de recommencer' ». Lovato révèle également trois collaborations avec des artistes féminines sur l'album : Noah Cyrus, Ariana Grande et Saweetie,.
Un site web promotionnel est lancé pour l'album, où sa pochette et son lien de pré-sauvegarde sont publiés le 16 mars 2021. L'album accompagne Demi Lovato : Dancing with the Devil (en), une série de docu YouTube Originals, dont la sortie commence le 23 mars 2021. Les deux projets se concentrent pour la première fois sur l'overdose presque mortelle de Lovato en 2018, tout en explorant également sa vie et son chemin vers la guérison depuis.

## Illustrations et versions
Plusieurs versions de l'album sont publiées avec différentes pochettes d'album, dont trois variantes pour les versions DTC de l'album via le site Web de Lovato, ainsi qu'une pochette exclusive au Royaume-Uni  et une autre version pour Target aux États-Unis. Les versions britanniques comportent toutes une piste bonus supplémentaire, tandis que la version Target ajoute deux pistes bonus en plus des différentes couvertures de l'album. Dancing with the Devil... the Art of Starting Over est également mis à disposition dans un ensemble comprenant les trois couvertures d'album exclusives ainsi que la couverture spécifique au Royaume-Uni ou la couverture de l'édition standard générale. Plusieurs variantes de cassettes DTC sont mises à disposition en précommande via le site Web de Lovato. Les trois couvertures alternatives ont leurs propres variantes de cassette exclusives au Royaume-Uni, tandis que la version américaine de la cassette utilise la pochette de l'édition standard. La pochette de l'album est photographiée par la photographe américain Dana Trippe.

## Composition

### Musique et paroles
Principalement un disque pop, Dancing with the Devil... the Art of Starting Over comprend également des éléments pop rock, country pop, folk-pop et R&B. Lors de la première du documentaire, Lovato décrit l'album comme son « projet le plus cohérent » jamais réalisé. Lovato décrit les chansons comme un mélange de genres, notamment le R&B, la country et la pop. Vulture fait référence aux chansons rock de l'album, décrivant Lonely People et Melon Cake comme « un pop-rock anthémique des années 80 », tandis que The Art of Starting Over et The Kind of Lover I Am sont décrits comme du « yacht rock ». My Girlfriends Are My Boyfriend et Met Him Last Night sont décrits comme ayant une touche R&B contemporaine. Enfin, certaines chansons de l'album, comme 15 Minutes, The Way You Don't Look At Me et What Other People Say (en) sont décrites comme « pop-country » et « folk-pop » avec des instrumentaux pilotés par de la guitare et un partage excessif sérieux.

### Chansons
Le morceau d'ouverture et premier single Anyone est comparé par Olivia Truffaut-Wong de Bustle au single Skyscraper de 2011, qui est également considéré comme son retour musical après son passage dans un centre de traitement en 2010 pour des problèmes de boulimie. Bryan Rolli de Forbes est d'avis que les paroles parlent des « sentiments d'isolement et d'angoisse » de la chanteuse, comme en témoigne le refrain. Le deuxième morceau et le troisième single Dancing with the Devil (en) est décrits par Billboard comme « puissant » et « confessionnel ». Entertainment Weekly estime qu'il « évoque Skyfall d'Adele ». Le troisième morceau, I C.U. (Madison's Lullabye), est une « ballade austère au piano » qui « fait écho à une scène clé de son documentaire dans laquelle Lovato se réveille après une overdose, temporairement aveugle et ne peut pas reconnaître sa sœur assise à son chevet ». Jouer la chanson en privé pour sa sœur cadette a été « une expérience vraiment émotionnelle et personnelle » pour elle.
Après l'interlude de créations orales "Intro", le cinquième morceau The Art of Starting Over est comparé par Entertainment Weekly aux « premiers Stevie Nicks », Lovato le décrivant comme « la chanson de conduite parfaite », tout en ajoutant : « Il y a eu tant de fois dans ma vie où j'ai dû recommencer à zéro, que j'aie eu le sentiment d'avoir touché le fond ou après une rupture. Nous pouvons nous relever et continuer à mener le bon combat. ». Le sixième morceau Lonely People produit par Oak Felder (en) « piloté par la guitare » est inspiré par « un texte de [Lovato] sur le fait que même si [elle était] un célibataire plus heureux, il pourrait toujours être seul », tandis que le septième morceau The Way You Don't Look at Me est décrit par Entertainment Weekly comme un « morceau remarquable avec un crochet mélodique tourbillonnant ». Le co-auteur Justin Tranter (en) déclare que « c'est cette chanson très intime, brute et déchirante, mais il y a cette beauté, à cause de la façon dont elle sonne et se sent, et la performance vocale de Demi me détruit vraiment ». Le huitième morceau Melon Cake contient des paroles faisant référence aux luttes de Lovato contre les troubles de l'alimentation ; décrit comme « percutant » et un « bop plinky-plunky sur le mauvais vieux temps où Lovato luttait contre la pression 'pour avoir une taille d'une Barbie' ». La collaboration avec Ariana Grande Met Him Last Night (en) est qualifiée par NME d'« électro bop sombre et atmosphérique ».
Le dixième morceau et deuxième single What Other People Say (en) est une collaboration avec l'auteur-compositeur-interprète australien Sam Fischer (en) et parle du « sentiment d'être seul et de ne pas vouloir laisser tomber les gens ». Lovato déclare : « Cette chanson est une réflexion sur ce que c'est que de perdre qui on est vraiment dans le but de plaire aux autres et à la société. C'est pourquoi je voulais faire cette chanson avec Sam – en fin de compte, il s'agit de deux humains qui se réunissent pour se connecter et trouver des solutions à leurs problèmes ». Fischer décrit la chanson comme « sur les pressions de la société et sur la façon dont se laisser prendre aux mauvaises choses peut vous changer ». Le onzième morceau Carefully « combine une guitare acoustique et une impulsion électro des années 90 » avec les paroles « approchez avec prudence/Je peux devenir écrasant… Parce que je suis fort d'une manière que je suis capable de montrer ma fragilité ». Le douzième morceau The Kind of Lover I Am, un « numéro légèrement funky », est comparé au single Watermelon Sugar de Harry Styles en 2019 et contient les paroles « Peu importe si vous êtes une femme ou un homme, c'est le genre d'amant que je suis », Lovato précisant que « je suis une personne très fluide en matière de sexualité, alors je voulais écrire une chanson sur ça. C'est quelque chose sur lequel je n'avais pas écrit depuis Cool for the Summer. Mais il ne s'agit plus de bi-curiosité. Cela fait partie de qui je suis et je me sens très en sécurité là-dedans ». Le morceau « sauvagement optimiste » 15 Minutes met en vedette Lovato « renversant parfaitement les affirmations de son ex-fiancé selon lesquelles [elle échangeait] sa rupture contre du poids tout de suite ».
My Girlfriends Are My Boyfriend, avec Saweetie, comprend « chant en micro rapproché à la Billie Eilish et staccato électronique ». California Sober est un « mid-tempo strummy » qui « explique où en est Lovato avec son rétablissement aujourd'hui ». Butterfly évoque « la relation compliquée » qu'elle entretenait avec son père biologique, décédé en 2013. Good Place, le dernier morceau de l'édition standard de l'album, « utilise davantage la ballade de guitare acoustique pour célébrer son rétablissement ».

## Réception critique
Dancing with the Devil... the Art of Starting Over reçoit des critiques généralement positives de la part des critiques musicaux. Chez Metacritic, qui attribue une note normalisée sur 100 aux critiques des publications, l'album reçoit une note moyenne pondérée de 73, basée sur 13 critiques, indiquant « des critiques généralement favorables ».
Dans les critiques positives, Robin Murray de Clash salue Dancing with the Devil... the Art of Starting Over « un voyage ambitieux et extrêmement révélateur vers la rédemption de la pop », et fait l'éloge de la combinaison de l'obscurité et de la légèreté. Il note que l'album, après les trois premiers titres, progresse dans une direction plus inspirante. Jeffrey Davies de PopMatters décrit l'album comme « Demi Lovato comme nous ne l'avons jamais entendu auparavant ». Il ajoute que la chanteuse est « impertinente et insouciante » mais « sérieuse quant à son identité et à sa personnalité » et loue la liberté créative dont elle fait preuve. Attribuant à l'album une partition parfaite, Neil McCormick du Daily Telegraph salue Dancing with the Devil... The Art of Starting Over, le qualifiant de « le parfait artefact pop contemporain qui mélange des ballades intimes avec des morceaux de club optimistes, et a admiré la progression de ses morceaux ». Nick Levine de NME écrit que l'album est la « déclaration artistique définitive de Lovato à ce jour », décrivant en outre le disque comme « musicalement varié et sans fard sur le plan lyrique : un album de 'prends-moi comme je suis' », rappelant l'album de Pink de 2001, Missundaztood.
En le qualifiant d'album sur « la mort pleine de vie », Kate Solomon de I déclare que Lovato a atteint une cohésion dans l'album qui n'était pas présente dans les efforts précédents, « en faisant écho aux hauts et aux bas de la guérison, aux moments de pur soulagement et la joie d'être en vie en élevant même les oscillations et les ratés mineurs ». Helen Brown, écrivant pour The Independent, déclare que Lovato « embrasse l'indépendance » sur l'album, à travers des thèmes confessionnels, une authenticité émotionnelle et une prestation puissante. Mark Richardson du Wall Street Journal écrit que, alors que le précédent album de Lovato, Tell Me You Love Me (2017), « l'a trouvée embrassant le R&B et la pop électronique prête pour les clubs », Dancing with the Devil... the Art of Starting Over « est beaucoup plus discret » et qu'il s'agit « certainement d'un récit de rétablissement, mais les détails de son histoire, dont beaucoup figurent dans ces chansons, sont presque insupportablement déchirants ». Révisant pour The Line of Best Fit, Rachel Saywitz fait remarquer qu'il y a plus de « joyaux que de ratés » sur l'album, dans lequel Lovato a expérimenté plus que ses versions précédentes, à la fois musicalement et vocalement.
Quelques critiques expriment des sentiments mitigés. Alexis Petridis de The Guardian commente que l'album est « à la fois choquant et louable » mais le trouve « un peu décevant ». David Smyth d'Evening Standard estime que Lovato « atteint trop facilement les clichés » dans l'album, car « la pop raffinée inhibe son pouvoir ». La critique de Consequence of Sound, Mary Siroky, apprécie la voix de Lovato, mais trouve la seconde moitié du disque « oubliable ». Se demandant si l'album « est une œuvre d'art, une expiration et une récupération, plutôt qu'une opportunité de profit », Siroky affirme qu'il est puissant de voir Lovato continuer à faire de la musique inspirée par son courage, cependant, « ce serait bien voir un jour où [elle n'aura plus] besoin d'être aussi courageuse et pourra à la place créer joyeusement et librement ». Keith Harris de Rolling Stone conclut que Dancing with the Devil… The Art of Starting Over « livre » ce qu'il suggère dans la première moitié de son titre, tout en lésinant sur la seconde moitié. Il explique que les obstacles de Lovato sont décrits efficacement dans l'album, mais il n'est pas clair « comment [elle veut] recommencer ». Chris Willman de Variety complimente la voix de Lovato, bien qu'il soit préoccupé par les numéros « ouvertement autobiographiques », dont certains sont « plutôt bons » tandis que quelques autres sont « pas si chauds », ce qui entraîne une « inégalité ». Il choisit The Way You Don't Look at Me, Melon Cake et California Sober comme moments forts et qualifie les collaborations Ariana Grande et Saweetie de déceptions.
En juin 2021, pendant le mois des fiertés, Billboard inclut l'album parmi les 15 meilleurs albums d'artistes LGBTQ de 2021, remarquant que Lovato « [se] retrouve dans l'album qui présente [ses] compositions les plus confessionnelles à ce jour ».

## Performances commerciales
Aux Etats-Unis, Dancing with the Devil... the Art of Starting Over entre directement à la 2e place du Billboard 200 avec 74 000 unités équivalentes à un album, dont 38 000 sont de pures ventes d'albums, ce qui en fait l'album le plus vendu de cette semaine et son septième album consécutif à atteindre le top cinq du pays,. L'album fait également ses débuts à la 2e place du UK Albums Chart avec 20 183 unités équivalentes album (dont 2 849 ventes en streaming), devenant ainsi l'album le mieux classé de Lovato dans le pays. En Australie, il entre à la 8e place du ARIA Albums Chart et devient son troisième album à atteindre le top 10 national après Confident et Tell Me You Love Me. Dans l'ensemble, l'album atteint le top 10 dans 13 pays.

## Singles
L'album est précédé de trois singles : Anyone, What Other People Say (avec Fischer) et Dancing with the Devil. Met Him Last Night avec Grande est diffusé sur la radio américaine à succès contemporaine aux États-Unis le 13 avril 2021, en tant que quatrième single de l'album.

## Liste des pistes
| 1.    | Anyone                                               | 3:47 |
| 2.    | Dancing with the Devil (en)                          | 4:03 |
| 3.    | I C.U. (Madison's Lullabye)                          | 3:16 |
| 4.    | Intro                                                | 0:26 |
| 5.    | The Art of Starting Over                             | 2:47 |
| 6.    | Lonely People                                        | 2:40 |
| 7.    | The Way You Don't Look at Me                         | 2:28 |
| 8.    | Melon Cake                                           | 3:32 |
| 9.    | Meet Him Last Night (en) (featuring Ariana Grande)   | 3:24 |
| 10.   | What Other People Say (en) (with Sam Fischer)        | 3:14 |
| 11.   | Carefully                                            | 3:11 |
| 12.   | The Kind of Lover I Am                               | 3:09 |
| 13.   | Easy (with Noah Cyrus)                               | 3:28 |
| 14.   | 15 Minutes                                           | 2:51 |
| 15.   | My Girlfriend Are My Boyfriends (featuring Saweetie) | 3:07 |
| 16.   | California Sober                                     | 3:05 |
| 17.   | Mad World                                            | 3:02 |
| 18.   | Butterfly                                            | 2:37 |
| 19.   | Good Place                                           | 3:04 |
| 57:11 |                                                      |      |

| DTC édition et titre bonus édition britannique | DTC édition et titre bonus édition britannique | DTC édition et titre bonus édition britannique | DTC édition et titre bonus édition britannique | DTC édition et titre bonus édition britannique | DTC édition et titre bonus édition britannique | DTC édition et titre bonus édition britannique | DTC édition et titre bonus édition britannique | DTC édition et titre bonus édition britannique | DTC édition et titre bonus édition britannique |
| No                                             | Titre                                          | Durée                                          |                                                |                                                |                                                |                                                |                                                |                                                |                                                |
| ---------------------------------------------- | ---------------------------------------------- | ---------------------------------------------- | ---------------------------------------------- | ---------------------------------------------- | ---------------------------------------------- | ---------------------------------------------- | ---------------------------------------------- | ---------------------------------------------- | ---------------------------------------------- |
| 20.                                            | Gray                                           | 3:11                                           |                                                |                                                |                                                |                                                |                                                |                                                |                                                |
| 60:22                                          |                                                |                                                |                                                |                                                |                                                |                                                |                                                |                                                |                                                |

| Édition Target et édition deluxe internationale | Édition Target et édition deluxe internationale | Édition Target et édition deluxe internationale | Édition Target et édition deluxe internationale | Édition Target et édition deluxe internationale | Édition Target et édition deluxe internationale | Édition Target et édition deluxe internationale | Édition Target et édition deluxe internationale | Édition Target et édition deluxe internationale | Édition Target et édition deluxe internationale |
| No                                              | Titre                                           | Durée                                           |                                                 |                                                 |                                                 |                                                 |                                                 |                                                 |                                                 |
| ----------------------------------------------- | ----------------------------------------------- | ----------------------------------------------- | ----------------------------------------------- | ----------------------------------------------- | ----------------------------------------------- | ----------------------------------------------- | ----------------------------------------------- | ----------------------------------------------- | ----------------------------------------------- |
| 20.                                             | I'm Sorry                                       | 3:37                                            |                                                 |                                                 |                                                 |                                                 |                                                 |                                                 |                                                 |
| 21.                                             | Change You                                      | 3:09                                            |                                                 |                                                 |                                                 |                                                 |                                                 |                                                 |                                                 |
| 63:57                                           |                                                 |                                                 |                                                 |                                                 |                                                 |                                                 |                                                 |                                                 |                                                 |

### Remarques
- Sur les éditions CD de l'album, les pistes 1 à 3 sont répertoriées sous le sous-titre Prelude, tandis que les pistes 4 à 19 sont répertoriées sous le sous-titre The Art of Starting Over[30].
- Mad World est une reprise de la chanson du même nom, écrite par Roland Orzabal et interprétée à l'origine par Tears for Fears.

## Personnel
Crédits adaptés des notes de pochette de la couverture alternative et de l'édition britannique de Dancing with the Devil... the Art of Starting Over.

### Interprètes et musiciens
- Demi Lovato – chanteuse principale, mots prononcés (3-4, 12), chœurs (6)
- Ariana Grande – artiste en collaboration (9)
- Sam Fischer – artiste en collaboration (10), chœurs (10)
- Noah Cyrus – artiste en collaboration (13)
- Saweetie – artiste en collaboration (15)
- Dayyon Alexander – clés (1), programmation (1)
- Mitch Allan – programmation (2, 17), basse (2, 17), claviers (2), guitare (2, 17), percussion (2, 17)
- Marcus Andersson – guitares (11, 18), basse (11), programmation de batterie (11, 18), programmation de synthétiseur (11, 18), chœurs (11)
- David Angell – violons (10)
- Monisa Angell – alto (10)
- Bianca "Blush" Atterberry – chœurs (2)
- Lauren Aquilina – programmation des cordes (11), programmation des cors (11), programmation des synthétiseurs (11, 18), chœurs (11)
- "Downtown" Trevor Brown – guitare (5-6, 12, 14, 20), basse (5, 12, 14, 20), clés (6, 14, 20), chœurs (6, 12), échantillon vocal (14, 20)
- Alex Brumel – guitare à pédale (7)
- Erin Cafferky – chœurs (10)
- Eren Cannata – guitare (7-8, 19), claviers (7-8, 19), programmation de batterie (7-8), basse (8), programmation (19)
- Philip "Phil the Keys" Cornish – piano (3)
- Peter Lee Johnson – cordes (9)
- Jane Darnall – violons (10)
- David Davidson – violons (10)
- Madison De La Garza – mots prononcés (3)
- Ayanna Elese – chœurs (10)
- Conni Ellisor – violons (10)
- Steve Epting – chœurs (10)
- Warren "Oak" Felder – clés (5-6, 8, 12, 14-16, 20), basse (6, 14-16, 20), programmation de batterie (6, 15-16), chœurs (6, 12, 20), batterie (8)
- Kaye Fox – chœurs (10)
- Griffin Goldsmith – basse (13), batterie (13)
- Caleb Hulin – programmation (2), guitare (2)
- Alexis James – chœurs (10)
- Midi Jones – programmation (2), claviers (2), piano (2)
- Jussifer – basse (7), guitare (7), claviers (7)
- Elizabeth Lamb – alto (10)
- Madison Love – chœurs (15)
- Matthew Koma – piano (13), synthétiseurs (13)
- Pat McManus – guitare (10)
- Craig Nelson – basse (10)
- Alex Nice – clés (8, 16), guitares (16), cordes (16)
- Caroline Pennell – chœurs (5-6, 11-12)
- Pop & Oak – instrumentation (15), programmation (15)
- Carol Rabinowitz – violoncelle (10)
- Sari Reist – violoncelle (10)
- Rykeyz – programmation (10), batterie (10), basse (10), claviers (10), percussion (10), orchestration des cordes (10), chœurs (10)
- Louis Schoorl – piano (17)
- Keith Sorrells – guitare (8, 16), programmation de batterie (8, 16), basse (16)
- Vegaz Taelor – chœurs (10)
- Cynthia Tolson – violon (13), alto (13), violoncelle (13)
- Justin Tranter – chœurs (6, 12)
- Andrew "Pop" Wansel – programmation de batterie (15)
- Desiree "DeSz" Washington – chœurs (10)
- Chelsea "Peaches" West – chœurs (10)
- Karen Winkelmann – violons (10)
- Zaire Koalo – programmation de batterie (5-6), chœurs (6, 12), batterie (12, 14, 20)

### Production
- Demi Lovato – productrice exécutive
- Dayyon Alexander – production (1)
- Mitch Allan – production (2, 17), production vocale (2-3, 7, 9-11, 17-18), mixage (3, 17), enregistrement (4)
- Marcus Andersson – production (11, 18)
- Lauren Aquilina – production (11, 18)
- Scooter Braun – production exécutive
- Aaron Brohman – assistant ingénierie de mixage (3, 17)
- Tommy Brown – production (9)
- "Downtown" Trevor Brown – co-production (5-6, 12, 14, 20)
- Eren Cannata – production (7-8, 19), enregistrement (7, 19)
- Brian Cruz – ingénierie (3)
- Lauren D'Elia – production vocale (1), ingénierie (1), mixage (1)
- DJ Riggins – assistant mixage (15)
- Ryan Dulude – enregistrement (10)
- Chris Gehringer – mastering (2-3, 5-16, 18-20)
- Serban Ghenea – mixage (2, 7, 9, 11)
- Josh Gudwin – mixage (10)
- Andy Guerrero – ingénierie (2)
- John Hanes – ingénierie du mixage (2, 7, 9, 11)
- Courageous Xavier "Xavi" Herrera – production (9)
- Billy Hickey – enregistrement (9)
- Caleb Hulin – ingénierie (2, 7, 11, 17-18)
- John Ho – co-production (2)
- Ryan Hommel – arrangement des cordes (13)
- Eric J – mixage (8, 12, 20)
- Jaycen Joshua – mixage (15)
- Jussifer – production (7)
- Kevin Kadish – ingénierie du piano (2)
- Dave Kutch – mastering (1)
- Manny Marroquin – mixage (5-6)
- Matthew Koma – production (13), production vocale (13), arrangement des cordes (13)
- Brodie Means – ingénierie (3)
- Alex Nice – co-production (16)
- Oak – production (5-6, 12, 14, 16, 20), production vocale (5-6, 8, 12, 14-16, 19-20), enregistrement (5-6, 8, 12, 14-15, 20)
- Phil the Keys – production (3)
- Pop & Oak – production (15)
- Jacob Richards – assistant mixage (15)
- Scott Robinson – enregistrement (10)
- Rykeyz – production (10)
- Mike Seaberg – assistant mixage(15)
- Bart Schoudel – Noah Cyrus production vocale (13), ingénierie (13)
- Keith "Ten4" Sorrells – co-production (16)
- Mark "Spike" Stent – mixage (13-14, 16, 18-19)
- Cynthia Tolson – arrangement des cordes (13)
- Heidi Wang – assistant mixage (10)
- Zaire Koalo – co-production (5-6, 12, 14, 20)

## Classements
| Classement (2017)             | Meilleure position |
| ----------------------------- | ------------------ |
| Allemagne (Media Control AG)  | 12                 |
| Australie (ARIA)              | 8                  |
| Autriche (Ö3 Austria Top 40)  | 8                  |
| Belgique (Flandre Ultratop)   | 5                  |
| Belgique (Wallonie Ultratop)  | 14                 |
| Canada (Canadian Albums)      | 6                  |
| Écosse (OCC)                  | 2                  |
| Espagne (Promusicae)          | 9                  |
| États-Unis (Billboard 200)    | 3                  |
| France (SNEP)                 | 56                 |
| Irlande (IRMA)                | 8                  |
| Italie (FIMI)                 | 36                 |
| Norvège (VG-lista)            | 4                  |
| Nouvelle-Zélande (RIANZ)      | 12                 |
| Pays-Bas (Mega Album Top 100) | 4                  |
| Pologne (ZPAV)                | 28                 |
| Portugal (AFP)                | 3                  |
| Tchéquie (IFPI)               | 23                 |
| Royaume-Uni (UK Albums Chart) | 2                  |
| Suisse (Schweizer Hitparade)  | 7                  |

## Historique des versions
| Région | Date         | Format(s)                               | Label          | Édition(s) | Ref.   |
| ------ | ------------ | --------------------------------------- | -------------- | ---------- | ------ |
| Divers | 2 avril 2021 | CD, cassette, téléchargement, streaming | Island Records | Standard   | ,      |
| Divers | 5 avril 2021 | Téléchargement numérique                | Island Records | Deluxe     | [ 74 ] |